# Schloss Sommersdorf
Das Schloss Sommersdorf ist eine Wasserburg am Westrand des Gemeindeteils Sommersdorf der Gemeinde Burgoberbach im Landkreis Ansbach in Mittelfranken, Bayern.

## Geschichte
Im Jahr 1208 wird in der Stiftungsurkunde des Klosters Rauenzell ein Gerhardus von Sunnemannesdorph erwähnt. Dies stellt einen ersten Hinweis auf die Existenz einer Burg im Ort dar. 1275 wird das Geschlecht letztmals in der schriftlichen Überlieferung genannt. 1314 besaß für drei Jahre ein Konrad von Nassenfels Sommersdorf als Lehen des Eichstätter Bischofs. 1391 saß Ludwig III. von Eyb auf Sommersdorf, der wahrscheinlich die bestehende Wasserburg für seine beiden Söhne errichten ließ. Die Burg wurde nach seinem Tod unter den Kindern aufgeteilt. Ein Zeichen dafür stellen die beiden ungefähr gleichwertigen Wohngebäude dar. 1422 erscheint die Burg erstmals ausdrücklich in der schriftlichen Überlieferung. 1550 kaufte Wolf von Crailsheim zu Neuhaus Burg und Gut Sommersdorf. Das Schloss Sommersdorf ist bis heute im Besitz der Familie von Crailsheim.

## Baugeschichte
Die existierende Wasserburg wurde nach 1391 errichtet. 1433 wurde dort, wo jetzt der Käschperle-Turm steht, eine Kapelle erbaut. 1468 wurde diese Kapelle wieder abgerissen, der Ersatzbau – die sog. Alte Kirche – wurde im Süden in die Verteidigungsanlagen integriert. In der zweiten Hälfte des 15. Jahrhunderts wurde die Kernburg umgebaut. Zu dieser Phase gehören wohl die Wehrgänge südlich und östlich des Grabens, der Käschperle genannte Turm des mittlerweile wieder abgerissenen mittleren Tores und der Eckturm, der auch als Turm der Burgkapelle diente. Von 1644 bis 1663 wurden größere Renovierungen durchgeführt. 1688 wurden die wertvollen Teile der Ausstattung aufgrund drohender Kriegsgefahr nach Ansbach verbracht. Von den Herren von Crailsheim wurden im 18. Jahrhundert der Wirtschaftshof und der barocke Torturm hinzugefügt. 1722 erhielt der Eckturm an der Kapelle ein Fachwerkobergeschoss und ein Haubendach. Ab 1747 war das Schloss weitgehend unbewohnt und verfiel allmählich. In der Mitte des 19. Jahrhunderts wurde das oberste Stockwerk des Alten Schlosses abgetragen und die Zugbrücke durch eine Steinbrücke ersetzt. In den 1870er Jahren und von 1952 bis 1957 erfolgten größere Restaurierungsmaßnahmen.

## Beschreibung
Bei dem Schloss Sommersdorf handelt es sich um eine Anlage mit zwei parallelen Flügeln aus der Zeit um 1400. Der Burghof ist im Westen durch einen Treppenturm und im Osten durch den Bergfried begrenzt und mit Mauern umgeben. Beide Flügel umgibt ein quadratischer Zwinger, von dem der südöstliche Eckturm nicht mehr erhalten ist. Im Norden steht das sogenannte Neue Schloss mit vier Geschossen. Das Alte Schloss im Süden besaß ursprünglich drei Geschosse, von denen das oberste Mitte des 19. Jahrhunderts abgetragen wurde. Der Bergfried ist in die Zwingermauer integriert und schützt den Zugang von Osten. In der Vorburg steht der Käschperle genannte Torturm. Von hier zieht eine Mauer mit Wehrgang zum südlichen Eckturm, der auch als Kirchturm der Schlosskapelle dient. Vermutlich ab dem 17. Jahrhundert wurde der Wehrgang unter der Alten Kirche als Familiengruft der Herren von Crailsheim benutzt. Der stetige Luftzug durch die Schießscharten sorgte dafür, dass die dort bestatteten Toten nicht verwesten, sondern mumifiziert wurden.
Der Osteingang der Vorburg verläuft durch einen Torturm aus dem 18. Jahrhundert. An dessen Nordseite stößt das Kastenamtshaus aus dem 18. Jahrhundert an. Die Neue Kirche war ursprünglich die Zehntscheune, welche 1923 zur Kirche umfunktioniert wurde.